# ونکه شلمر
ونکه شلمر (انگلیسی: Wenche Selmer؛ ۲۳ مه ۱۹۲۰ – ۳۰ مه ۱۹۹۸) معمار اهل نروژ بود.